# 로스토크 대학교
로스토크 대학교(독일어: Universität Rostock)는 독일 로스토크에 있는 대학교이다.

## 같이 보기
- 중세 대학